# Ciencias para niños
Ciencias para niños (理科教室 小学校1年生〜なんなんなあに〜 Rika no kyōshitsu shōgakkō ichi-nensei ~ Nan nan naani ~?) era una serie de televisión educativa producida por la NHK y emitida en su canal educativo entre 1969 y 1989.  En los años 1980 y 1990 se emitió con gran éxito en varios canales estatales de Hispanoamérica, a los cuales la NHK llamaba Ciencias para niños, entre otros programas didácticos.
La serie, cuyo público objetivo eran los niños de primer año de primaria, es conocida informalmente en América Latina como Piko, Kika y Taro –o Kiko, Kika y Taro– por los protagonistas entre 1978 y 1985 (Miru-chan, Kiku-chan y Nandarō-kun en la versión original), unos títeres antropomorfos.

## Doblaje
| Papel              | Voz en japonés                  | Voz en español   |
| ------------------ | ------------------------------- | ---------------- |
| Pico (Miru-chan)   | Mari Shimizu                    | Patricia Acevedo |
| Kika (Kiku-chan)   | Tomoyo Ozawa (como Kaoru Ozawa) | Gaby Willer      |
| Taro (Nandarō-kun) | Keiko Yamamoto                  | Eduardo Tejedo   |

## Transmisión en Hispanoamérica
- Colombia: Cadena 3 / Canal 3 / Señal Colombia
- México: Canal 11 / Once TV
- Perú: RTP / TNP / TV Perú
- Bolivia: TV Boliviana